# Клан Несбитт
Несбитт (встречаются также названия «Найсбетт», «Нисбет» и др.) — один из кланов равнинной части Шотландии.

## История
Изначальными землями клана являлись приграничные земли на юго-востоке Шотландии, которые соответствуют современному Бервикширу. В 1139 году Давид I подписал дарственную земель Элдану Найсбету.
Клан Несбитт поддерживал Карла I во время гражданской войны. Так у главы клана Александра погибло 3 сыновей. Его внук, также Александр, стал известным специалистом по геральдике.
Во время ковенантского восстания поддерживали правительство. После подавления движения часть семейства переселилось в Йорк, где их фамилия трансформировалась из Найсбетов в Несбиттов.

## XVIII — XIX век
Наибольший след в истории оставил Александр Нисбитт. Он сначала обучался на юриста, но вскоре приобрел страсть к истории и геральдике. В 1702 году он опубликовал свою первую работу, эссе о каденции. Его великой работой была « Система геральдики», которая была опубликована в 1722 г., а переиздавалась в 1742, 1804 и 1816 гг. Александр Нисбитт умер в 1725г.

## Замки
С именем Несбиттов связаны несколько зданий. Дом Найсбета был построен членом клана Александром Найсбеттом (англ. Alexander Nisbet) в 1630 году. Во время гражданской войны он поддерживал короля Карла I. Вскоре после его поражения был вынужден продать свой особняк. На 2012 год здание сохранилось.
Замок Дирлетон (англ. Dirleton Castle) был приобретён в 1662 году членом клана юристом Джоном Нисбетом. Замок был значительно улучшен членами семьи Нисбета. В 1920 году был передан государству и стал частью национального исторического достояния Шотландии.

## Современные организации
Для поддержания связей между членами клана, многие из которых эмигрировали в другие страны, созданы общество Несбиттов Северной Америки и британское общество Несбиттов.

## Глава клана
В 1994 году лорд Лион признал Роберта Энтони Эллиса Несбитта Главой Имени и Оружия Несбитта (вождем клана).  После его смерти в 2000 году его сын Марк Несбитт (род. 1961) стал вождем клана.